# おうちにかえろう
『おうちにかえろう』は、香純裕子による日本の漫画作品。『りぼん』（集英社）2021年6月号から2022年9月号まで連載された。

## あらすじ
京都出身の芽衣は、人気作家・橘伊織のお手伝いをするため上京。しかし、女だと思っていた伊織は無愛想な男だった。実家へ戻ろうにも戻れず、芽衣は伊織との生活をスタートさせる。

## 登場人物
声は、りぼんチャンネルのまんが動画の担当。
月島芽衣（つきしま めい）
声 - 花海杏奈
高校1年生。京都出身。橘伊織作品の大ファン。
共に暮らしていく内に、伊織に好意を持つようになるが、伊織の花音への想いを知り、自分の思いを封印して2人を応援する。だが花音は時枝と付き合っていたことを知り、思いあまって10話で告白。11話で恋が実り、伊織と付き合うことになった。その後、最終話で伊織にプロポーズされ、籍を入れることになった。
橘伊織（たちばな いおり）
声 - 喜田祐介
20さい。小説家かつ現役大学生。
11話で芽衣と付き合うことになる。
花音を幼い頃から想っていた。
メディア露出を嫌い、代わりに花音が影武者としてメディアに出ていた。芽衣が伊織を女と思っていたのもそのためである。
橘花音（たちばな かのん）
声 - 丸山美紀
伊織の想い人で、義理の姉。時枝と付き合っている。前の父はクリスマスにいなくなった。花音目線の番外編も描かれている。時枝のことを小学時代より溺愛しているが、10話でケンカしている。
伊織が時枝や父親みたいに、ほっとかれるのを恐れていたため、芽衣たちが付き合った当初は、よく思っていなかったが、伊織がずっと家族だということを言い、芽衣とは和解をした。
時枝郁也（ときえだ いくや）
声 - 汐乃達矢
伊織の担当編集で、幼なじみ。花音と付き合っている。
朝日向宙（あさひな そら）
声 - 長野嵩
超人気若手俳優。ひょんなことから、伊織の家に住むことになる。
「国宝級イケメンランキング」で2年連続1位で殿堂入りしている。芽衣に好意を持ち、告白するが、答えは得られなかった。12話では芽衣と伊織が寝ぼけて抱き合っている姿をみて、芽衣へのプレゼントを落としている。
漱石（そうせき）
声 - 青山依純
伊織の飼い猫。気位が高い。もちもちしている。漱石目線の番外編も描かれており、2巻に収録。

## 書誌情報
- 香純裕子 『おうちにかえろう』 集英社 〈りぼんマスコットコミックス〉、全4巻
  1. 2021年10月25日発売[3][4]、ISBN 978-4-08-867641-8
  2. 2022年3月25日発売[5]、ISBN 978-4-08-867651-7
  3. 2022年6月23日発売[6]、ISBN 978-4-08-867665-4
  4. 2022年10月25日発売[7]、ISBN 978-4-08-867684-5